# 哈囉！有事嗎
《哈囉！有事嗎》（英語：Single Day），是一部於2018年上映的愛情喜劇電影。由鄒承恩、孟耿如、葉星辰、顏毓麟、薛仕凌領銜主演，2018年10月26日於台灣上映。

## 演員列表

### 主要演員
| 演員姓名 | 角色名稱 | 介紹                                          |
| 鄒承恩   | 郭承恩   | 男主角                                        |
| 孟耿如   | 昀儒     | 女主角                                        |
| 葉星辰   | 心妍     | 男主角的女同事 和男主角的弟弟是一見鍾情的情侶 |
| 顏毓麟   | 郭承翰   | 男主角的弟弟                                  |
| 薛仕凌   | 白英傑   | 女主角同居男友                                |

### 其他演員
| 演員姓名 | 角色名稱 | 介紹                              |
| 郁方     | 沈豔芳   | 男主角的媽媽                      |
| 賀一航   | 鐘一彪   | 心妍的爸爸                        |
| 江佑真   | 郭承軒   | 男主角的妹妹 有嚴重的中二病       |
| 林建予   | 林明賜   | 男主角的同事 和男主角的媽媽有一腿 |
| 解婕翎   | 小婕     | 女主角閨密                        |
| 蘇志翔   | 鳥屎     | 男主角的同事                      |
| 陳希瑀   | 夢凡     | 男主角前女友                      |

## 外部連結
- 哈囉！有事嗎的Facebook專頁
- 哈囉！有事嗎的Instagram帳戶